# 5000엔 지폐
5000엔 지폐(일본어: 五千円紙幣 ごせんえんしへい[*])는 일본의 통화인 일본은행권 가운데 하나이다. 오천엔권이라고도 불리며, 액면가가 5000엔인 지폐를 뜻한다. 지금까지 발행된 5000엔 지폐는 C권, D, E권이다. 현재 발행되고 있는 지폐는 2004년에 도입된 히구치 이치요의 초상이 그려진 E권이다.

## C호권
- 앞면 : 쇼토쿠 태자
- 뒷면 : 일본은행 본점
- 크기 : 가로 169mm, 세로 80mm
- 발행 개시 : 1957년 10월 1일
- 발행 정지 : 1986년 1월 4일
- 유효 통화

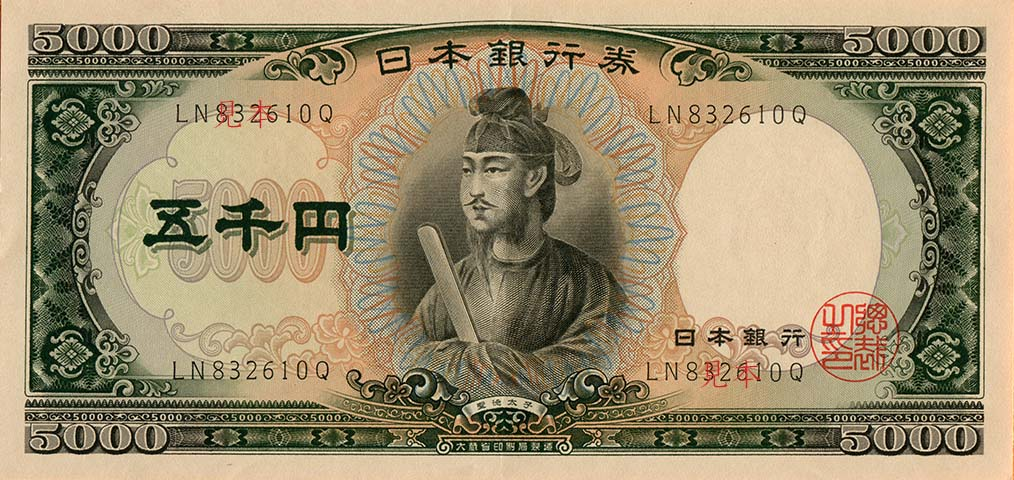
C호권 5000엔 앞면
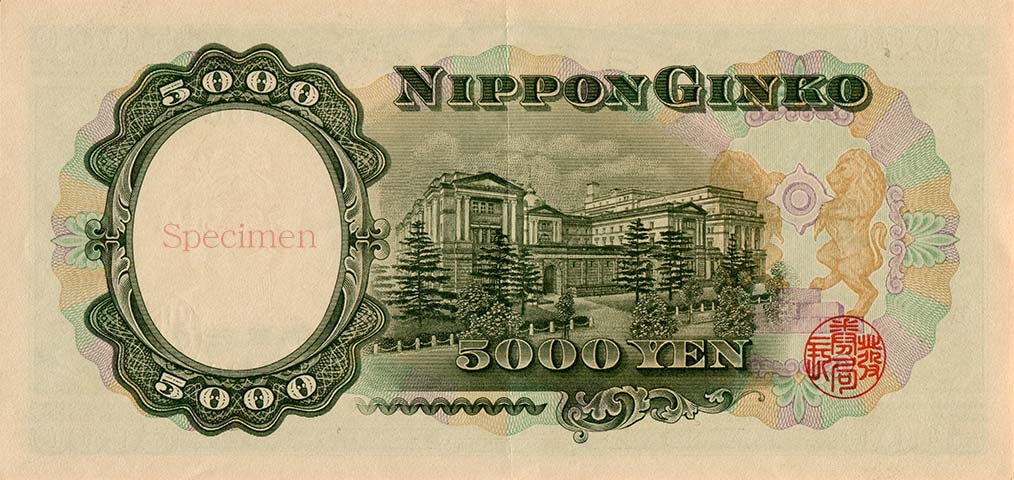
C호권 5000엔 뒷면

## D호권
- 앞면 : 니토베 이나조
- 뒷면 : 후지 산
- 길이 : 가로 155mm, 세로 76mm
- 발행 개시 : 1984년 11월 1일
- 발행 정지 : 2007년 4월 2일
- 유효 통화

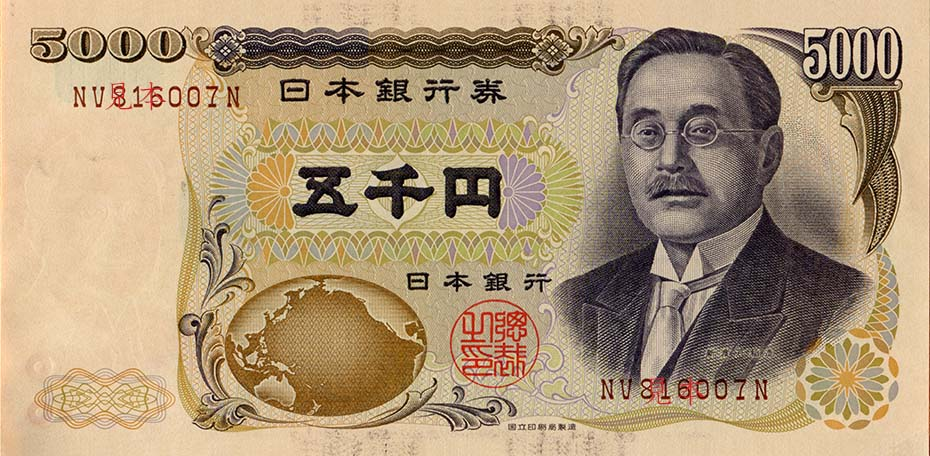
D호권 5000엔 앞면
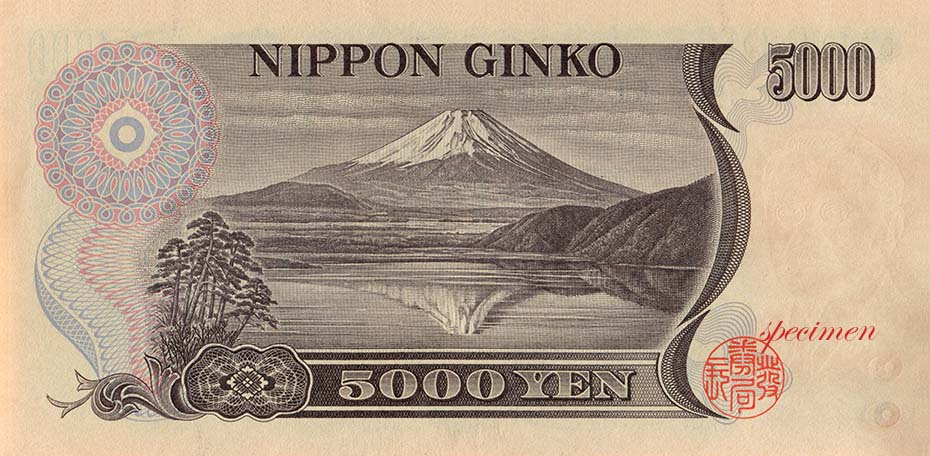
D호권 5000엔 뒷면

## E호권
- 앞면 : 히구치 이치요
- 뒷면 : 오가타 고린의 붓꽃 그림
- 크기 : D호권하고 같음.
- 발행 개시일 : 2004년 11월 1일
- 발행 정지 : 2063년 4월 2일
- 현재 발행 중
- 유효 통화

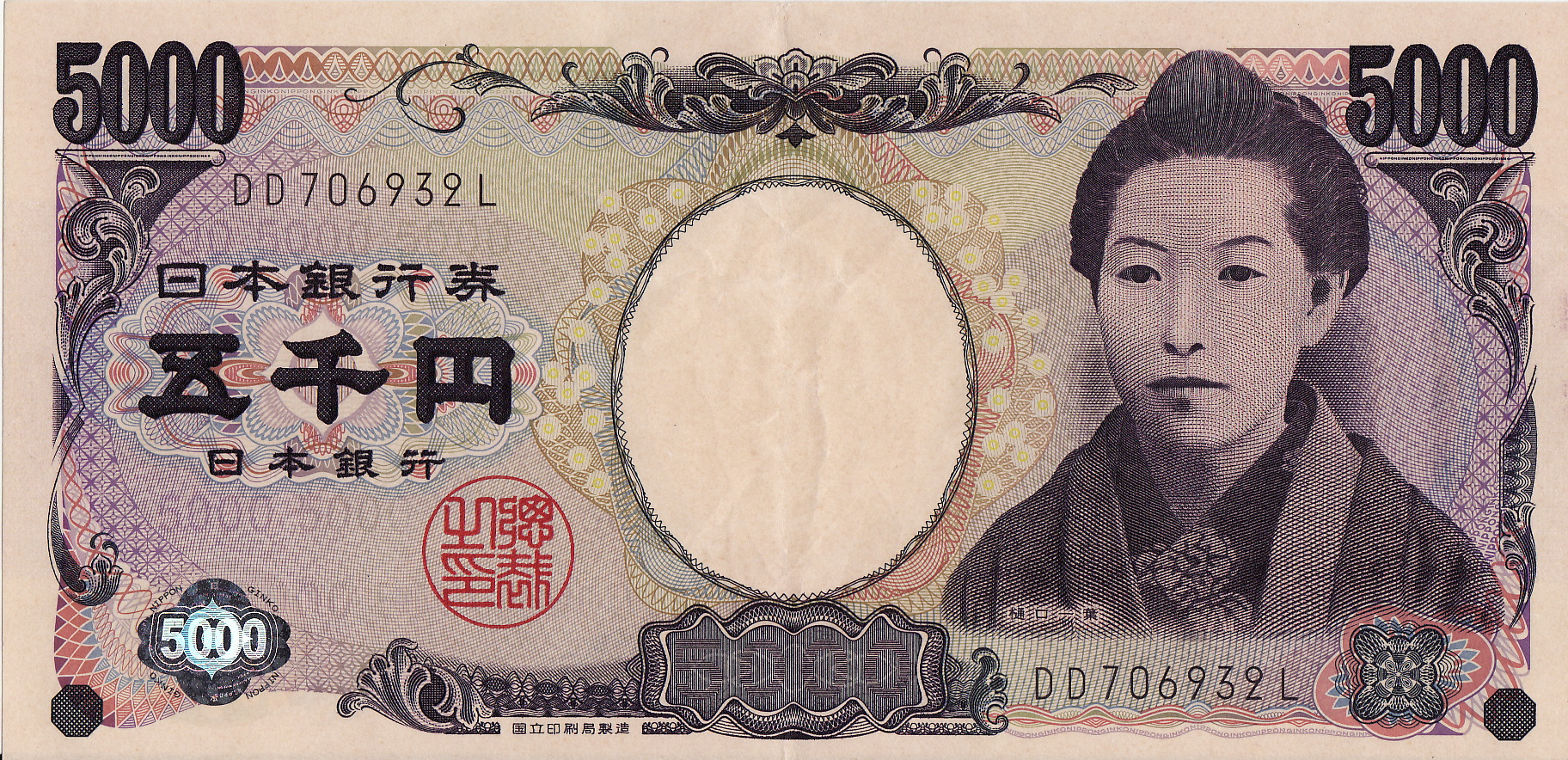
E호권 5000엔 앞면
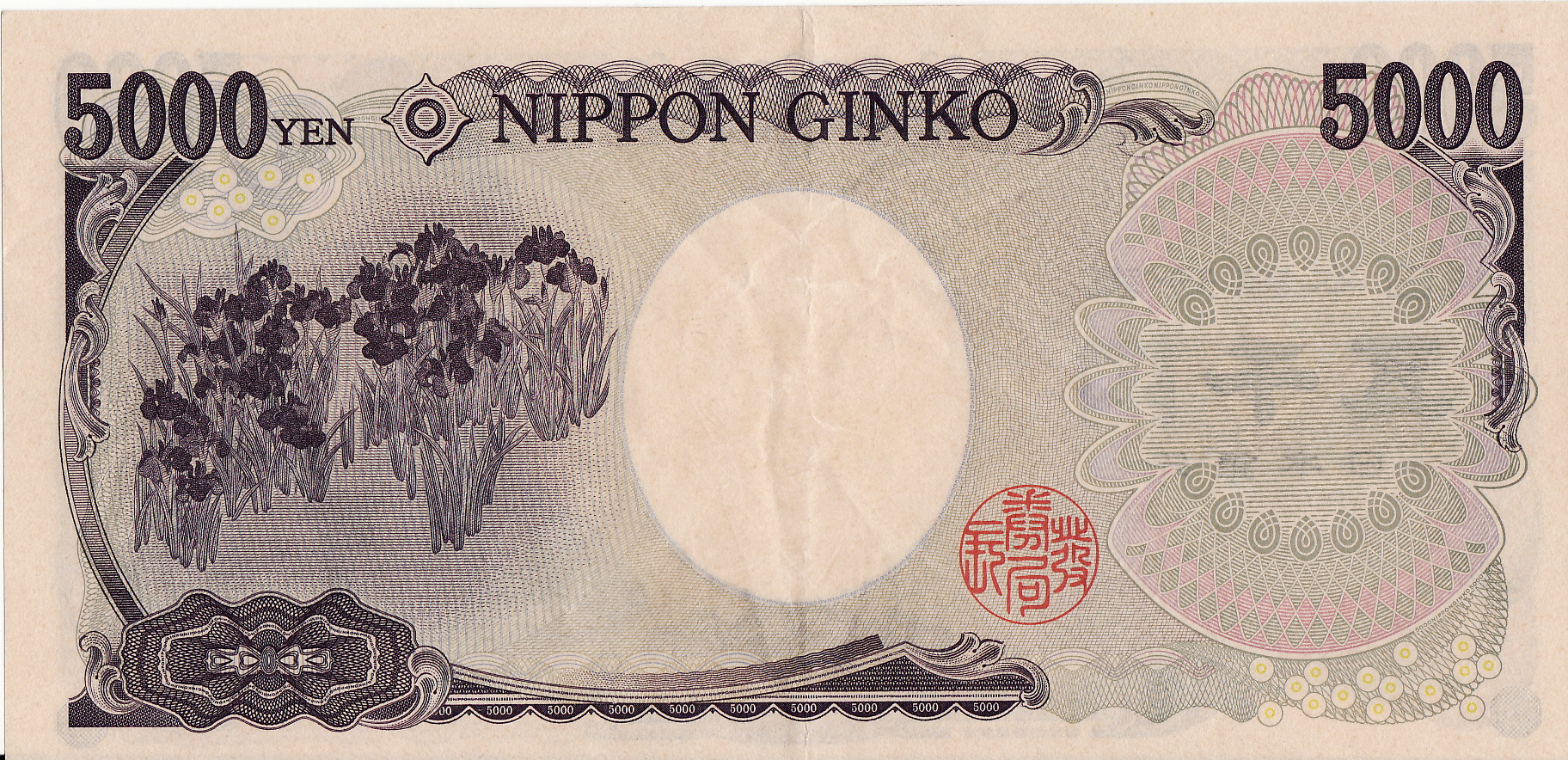
E호권 5000엔 뒷면

## F호권

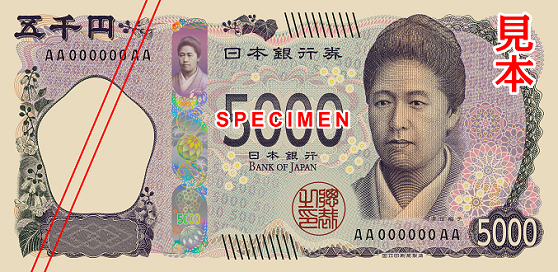
표면

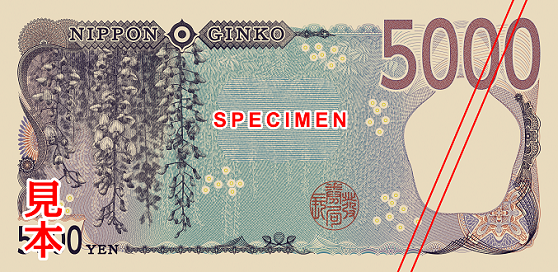
이면

2024년에 새롭게 선보일 일본은행권 5000엔권은 다음과 같이 바뀐다.
- 액면 : 5000엔 (五千円)
- 표면 : 쓰다 우메코
- 이면 : 등나무꽃
- 인장 : 표면은 총재지인을, 이면은 발권국장으로 표시
- 명판 : 국립인쇄국 제조
- 기번호 사양 : 다음과 같음
  - 기번호색 : 검정
  - 기번호 구성 : 기호인 영문 2글자와 일련번호인 숫자 6열 그리고 영문 2글자 형태의 기호의 순으로 배치
- 수법 : 세로 76mm, 가로 155mm
- 발행 개시일 : 2024년 7월 3일
- 발행 정지 : 2034년 4월 2일

그래서 해당 지폐는 F호권으로 계획될 것이 추측되며, 1000엔 지폐 및 10000엔 지폐와 함께 새로이 바뀔 것이라는 관측이 있다.